# 쓰쿠바이

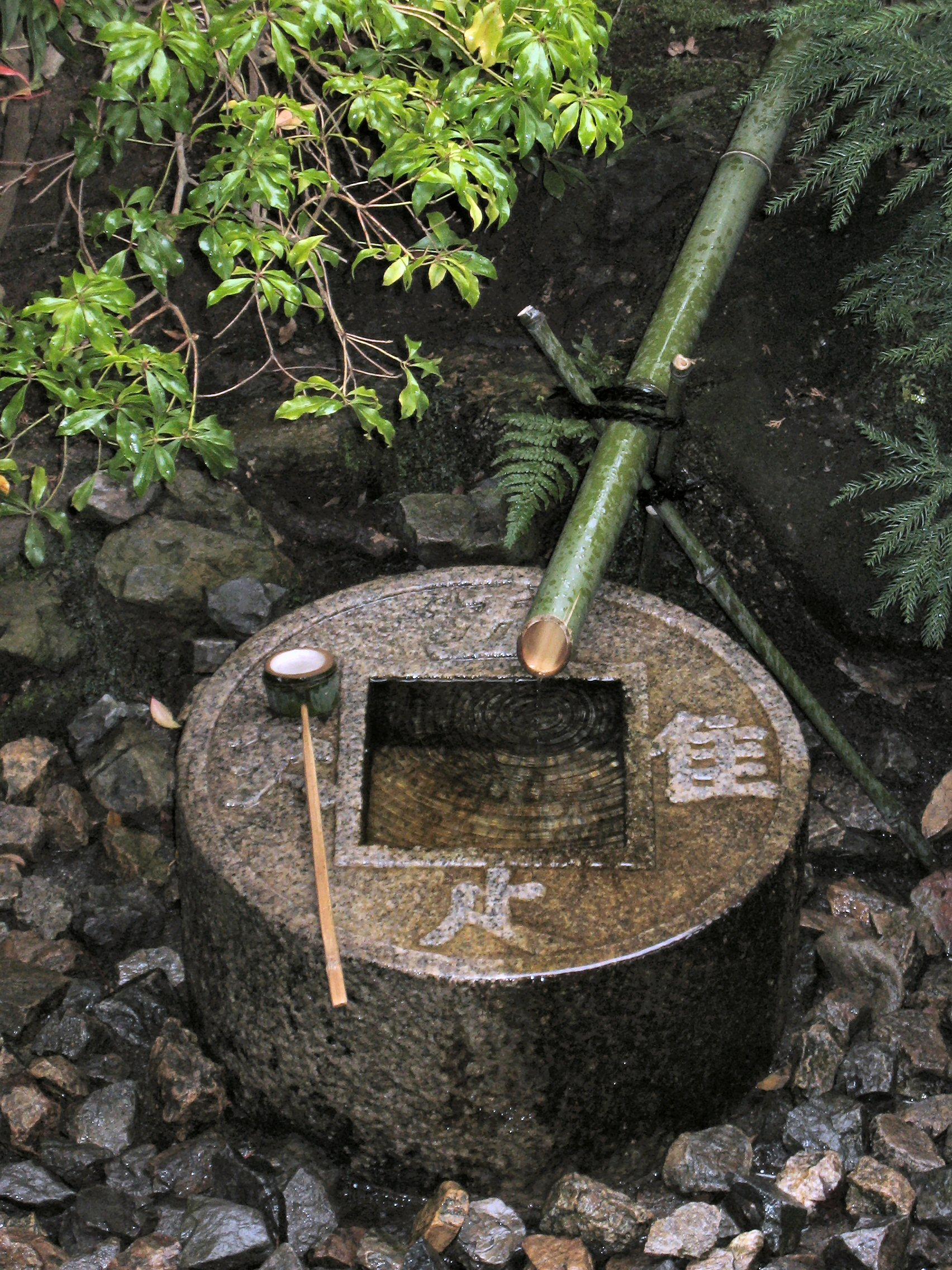
교토 료안지의 쓰쿠바이

일본에서, 쓰쿠바이(蹲踞, 蹲)는 신성한 장소의 입구에서 제공되는 세면대이다. 이러한 세면 의식은 다도에 참가하는 참가자나 절에 방문하는 순례객을 위한 관습이다. 쓰쿠바이라는 말은 겸손을 나타내는 행위인 "웅크리다"를 의미하는 쓰쿠바우(蹲う)에서 유래하였다. 쓰쿠바이는 주로 돌로 제작되며, 위에는 작은 바가지가 놓여 있기도 하다. 물은 "가케"(筧)라고 불리는 대나무 관으로 공급된다.
유명한 쓰쿠바이는 교토의 료안지에 있는데 에도 시대의 다이묘인 도쿠가와 미쓰쿠니가 기증한 것이다. 표면에 적힌 한자는 하나씩만 따로 읽으면 별 뜻이 없고, 중앙에 있는 그릇의 모양인 입 구(口) 자와 합해야 풀이가 가능하다. 각각의 글자는 吾, 唯, 足, 知가 되고, "나는 충분히 알고 있다" (吾 = 와레 = 나, 唯 = 다다 = 오직, 足 = 다루 = 충분히, 知 = 시루 = 알다)라는 의미가 된다. "가진 것이 필요한 모든 것이다" 또는 "오직 자족하기 위하여 배우라" 등으로 번역되는 근본적 의미는 불교의 반물질적 가르침을 나타낸다.